# Gildenhall

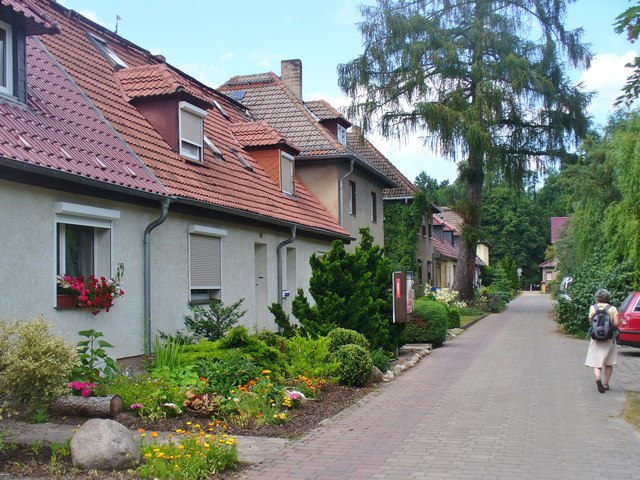
Gildenhall

Gildenhall ist ein Wohnplatz der Stadt Neuruppin im Nordwesten des Landes Brandenburg. Er liegt nordöstlich der Altstadt am gegenüberliegenden Ufer des Ruppiner Sees.

## Geschichte

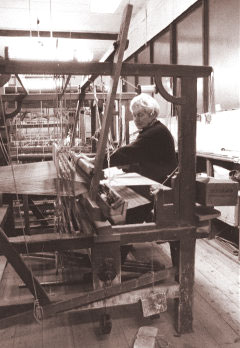
Henni Jaensch-Zeyme am Webstuhl

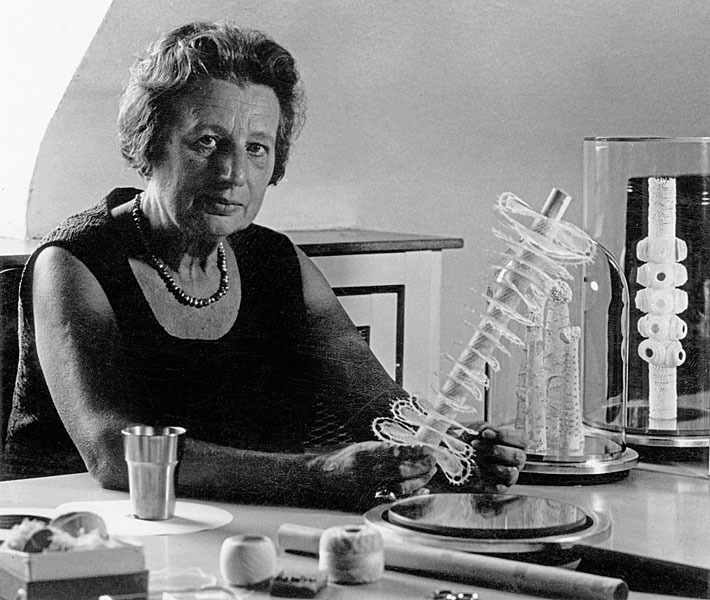
Hanne-Nüte Kämmerer

Gildenhall wurde 1921 als Freiland-Siedlung vom Baumeister und Siedlungstechniker Georg Heyer (1880–1949) gegründet. Am Aufbau beteiligte sich ab 1923 der Architekt Max Eckardt, 1925 erstellte Otto Bartning, den Eckardt-Plan aufgreifend, einen Bebauungsplan. Im Jahr 1926 entstanden Erich Dieckmanns Entwürfe zur Innenraumgestaltung mit Möbeln, für das von Bartning entworfene Kreiskinderheim der Siedlung. Der Architekt Heinrich Westphal ließ sich 1927 in Gildenhall nieder. 1929 wurde Gildenhall nach Neuruppin eingemeindet.
Die Kunsthandwerker-Genossenschaft arbeitete nach den Prinzipien des Deutschen Werkbunds (DWB) und des Bauhauses. Folgende Künstler und Kunsthandwerker siedelten sich unter anderem an:
- 1923: Else Mögelin (1887–1982), Handweberin, Mitglied des DWB, 1919–1923 Schülerin von Johannes Itten, Paul Klee, Gerhard Marcks und Georg Muche am Bauhaus in Weimar
- 1923–1928: Harry Grossmann (1896–1961), Dekorationsmaler
- 1923–1929: Richard Mutz (1872–1931), Keramiker, Mitglied des DWB
- 1923–1929: Hans Lehmann-Borges (1879–1945), Bildhauer, Mitglied des DWB
- 1923–1929: Siegfried Prütz (1900–1939), Kunstschmied
- 1924: Hanne-Nüte Kämmerer (1903–1981), Kunststickerin
- 1924: Walter Vogt, Tischler, zuvor  bei den Deutschen Werkstätten Hellerau tätig
- 1925: Eberhard Schrammen (1886–1947), Drechsler, Mitglied des DWB[2]
- 1926: Henni Jaensch (1904–1998), Handweberin[3]
- 1927: Hede Baur-Seelenbinder (1893–?), Bildhauerin

1923 schlossen sich die Kunsthandwerker zur Handwerkschaft Gildenhall eGmbH zusammen, außerdem wurde für den Vertrieb die Hausrat GmbH gegründet, die auch drei Verkaufsstellen in Berlin betrieb.
Die 1929 beginnende Weltwirtschaftskrise beendete das historische Projekt Gildenhall.
Gildenhall wurde ein reines Wohngebiet und Standort einer der Grundschulen Neuruppins. Durch Gildenhall verläuft die Bahnstrecke Neustadt–Herzberg, es halten jedoch keine Personenzüge.